# Сплав (фильм)
«Сплав» — советский фильм 1961 года режиссёра Александра Карпова.

## Сюжет
О работе учёных научно-исследовательского института под руководством профессора Усенова внедряющих новый сплав на одном из уральских заводов.
В центре сюжета взаимоотношения между тремя молодыми научными сотрудниками, работающими в области физики высоких давлений, — Бекеном Асановым, Камилей Усеновой, дочерью профессора, и Егором Никитиным.

## В ролях
- Канабек Байсеитов — Жантуар Усенов, директор института
- Всеволод Сафонов — Егор Никитин
- Нурмухан Жантурин — Бекен Асанов
- Раиса Мухамедьярова — Камиля Усенова
- Шолпан Джандарбекова — Зура
- Кененбай Кожабеков — Тулиген
- Роза Исмаилова — Сандигуль
- Мухтар Бахтыгереев — Едельбай
- Сабира Майканова — Даметкен
- Константин Максимов — Колястик
- Павел Хромовских — Уралов, директор завода

В эпизодах: Юрий Померанцев, Лидия Мартюшова, Людмила Страхова, Василий Мельников, Виталий Беляков, Шахан Мусин и другие.

## Критика
Критика выделяла игру актёра Нурмухана Жантурина, который, как с удивлением и восхищением писал журнал «Советский экран» (1966), исполняя схематичную роль «сверхположительного молодого ученого Асанова .. талантливый артист как-то умудрился оживить подобную роль», при этом отмечалось, что актёр не замыкался в уже приставшем ему амлуа, фактически повторяя роль пятилетней давности в фильме «Салтанат», где он также исполнял роль научного сотрудника — зоотехника, переживающего практически идентичную личную драму, когда избранница уходит к сопернику.